# Garage Traversi
Il Garage Traversi è un edificio storico di Milano situato in via Bagutta n. 2.

## Storia

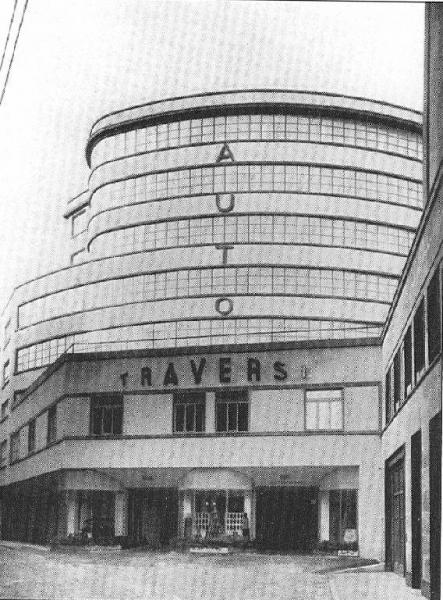
Veduta d'epoca

L'edificio, che fu la prima autorimessa multipiano di Milano, venne eretto nel 1938 secondo il progetto degli architetti Giuseppe De Min e Alessandro Rimini per la Società Anonima Resta Gestioni Immobiliari, proprietaria originaria del lotto sul quale venne costruito. Fu completato nel 1939.
Vincolato dalla sovrintendenza, il parcheggio venne chiuso nel 2003, e una parte fu utilizzata per alcuni anni per ospitare un outlet, chiuso fra il 2016 e il 2017. Nel 2018 l'edificio, ormai abbandonato, fu acquistato da BNP Paribas, che lo rivendette l'anno successivo ad Invesco.
Il complesso riaprì nel gennaio 2023 come negozio di Louis Vuitton, dopo una ristrutturazione che ha visto il ripristino del colore originale verde salvia, l'aggiunta di aiuole e la costruzione di un corpo a tre piani sulla sommità con terrazze panoramiche.

## Descrizione
L'edificio, esempio di razionalismo italiano, sorge in via Bagutta a brevissima distanza da piazza San Babila.
Il garage, costruito su sette piani alti 2,80 metri (più il piano terreno e il sotterraneo) serviti da tre innovativi montacarichi (che sostituivano le classiche rampe), ospitava in origine 350 automobili. Al piano terra vi erano l'accettazione, l'amministrazione e alcune vetrine, al primo piano era situata una zona abitativa e al secondo vi era una terrazza; nel sotterraneo, accessibile da una rampa, vi erano i locali per autolavaggio e manutenzione dei veicoli. L'edificio era dotato di moderni sistemi antincendio costituiti da serrande tagliafuoco su binari.
Fu uno dei primi edifici di Milano in cemento armato.